# باشگاه فوتبال هایت و دیبدن
باشگاه فوتبال هایت و دیبدن (به انگلیسی: Hythe & Dibden Football Club) یک باشگاه فوتبال در شهر هایت، همپشایر، کشور انگلستان است که در سال ۱۹۰۲ میلادی تأسیس شده‌است.